# Cylindre de Cyrus
Pour les articles homonymes, voir Cylindre (homonymie).
Le cylindre de Cyrus (persan : منشور کوروش, manshour-e Kourosh) est un cylindre d'argile sur lequel est inscrite en akkadien cunéiforme une proclamation du roi de Perse Cyrus II, dit Cyrus le Grand. Ce texte est consécutif à la prise de Babylone par ce dernier, après sa victoire sur le souverain local, Nabonide, en 539 av. J.-C. et a été rédigé par des lettrés babyloniens afin de légitimer théologiquement la victoire de Cyrus en le présentant comme l'élu du grand dieu babylonien Marduk. Les fragments du cylindre ont été découverts en 1879 dans les ruines de Babylone, en Mésopotamie (aujourd'hui en Irak). Il appartient au British Museum de Londres, commanditaire de l'expédition à l'origine de sa découverte.
Le texte sur le cylindre fait l'éloge de Cyrus le Grand, présente sa généalogie et le dépeint comme un roi d'une lignée de rois. Le roi babylonien Nabonide vaincu est dénoncé comme un oppresseur du peuple de Babylone et ses origines modestes sont implicitement opposées à l'héritage royal de Cyrus. Victorieux, Cyrus est décrit comme ayant été choisi par le dieu créateur babylonien Marduk pour rétablir la paix et l'ordre à Babylone. Le texte indique que Cyrus a bien été accueilli par le peuple de Babylone comme leur nouveau chef et qu'il est entré dans la ville en paix. Il fait appel à Marduk pour protéger et aider Cyrus et son fils Cambyse II. Il glorifie Cyrus comme un bienfaiteur des citoyens de Babylone qui a amélioré leurs vies, rapatrié les personnes déplacées, restauré les temples et lieux de culte à travers la Mésopotamie et dans la région. Il finit avec une description de la façon dont Cyrus a réparé les murailles de Babylone et trouvé une inscription similaire placée à cet endroit par un ancien roi.
Ce texte de propagande royale, qui s'inscrit dans la tradition des inscriptions royales babyloniennes en reprenant leur vocabulaire et leur idéologie, est souvent présenté de nos jours comme la première déclaration des droits de l'Homme, contre l'avis des historiens spécialistes des empires babylonien et perse.

## Histoire du cylindre

### Découverte

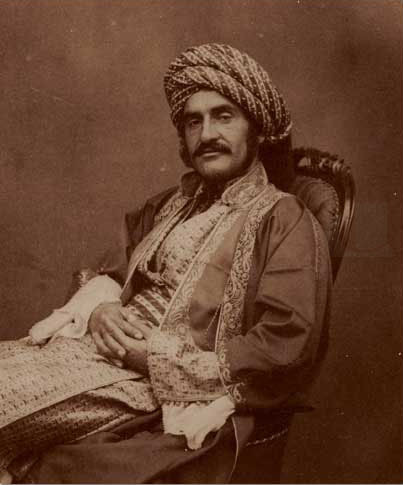
Hormuzd Rassam à Mossoul, circa, 1854. Le cylindre de Cyrus a été découvert par Hormuzd Rassam lors de ses fouilles à Babylone en février-mars 1879.

L'archéologue assyro-britannique Hormuzd Rassam découvre le cylindre de Cyrus en mars 1879 lors d'un long programme de fouilles en Mésopotamie réalisé pour le British Museum. Le cylindre avait la fonction d'« inscription de fondation » (foundation deposit (en)) au sein des fondations de l'Esagil, le temple principal de la ville, dédié au dieu Marduk.
L'expédition de Rassam fait suite à une fouille antérieure réalisée en 1850 par l'archéologue britannique Austen Henry Layard, qui fouilla trois monticules dans la même zone sans y faire de trouvaille importante. En 1877, Layard devient l'ambassadeur britannique de l'Empire ottoman, qui dirigeait la Mésopotamie à cette époque.
Il aide Rassam, qui était son assistant lors des fouilles de 1850, à obtenir un firman (décret) du sultan ottoman Abdülhamid II l'autorisant à poursuivre les fouilles précédentes. Le firman n'était valide que pour une année, mais un second firman, avec des termes bien plus libéraux, est délivré en 1878. Il fut accordé pour une durée de deux ans (jusqu'au 15 octobre 1880), avec la promesse d'une extension à 1882 si nécessaire. Le décret du sultan autorisait Rassam à « accumuler et expédier en Angleterre toutes les antiquités trouvées [...] à condition, cependant, qu'il n'y ait pas d'objets en plusieurs exemplaires ». Un représentant du sultan fut chargé d'assister à la fouille et d'examiner les objets au fur et à mesure de leur découverte.
L'autorisation obtenue, Rassam lance des fouilles de grande envergure à Babylone et autres sites au nom des administrateurs du British Museum
Il entreprend les fouilles en quatre phases distinctes. Entre chaque campagne, il retourne en Angleterre pour ramener ses trouvailles et lever davantage de fonds pour la poursuite des travaux. Le cylindre de Cyrus est découvert au cours de sa deuxième expédition en Mésopotamie, qui commence avec son départ de Londres le 8 octobre 1878. Il arrive dans sa ville natale de Mossoul le 16 novembre et descend le Tigre pour rejoindre Bagdad, où il débarque le 30 janvier 1879. Au cours des mois de février et mars, il supervise les fouilles sur un certain nombre de sites de Babylone, parmi lesquels la ville de Babylone elle-même.

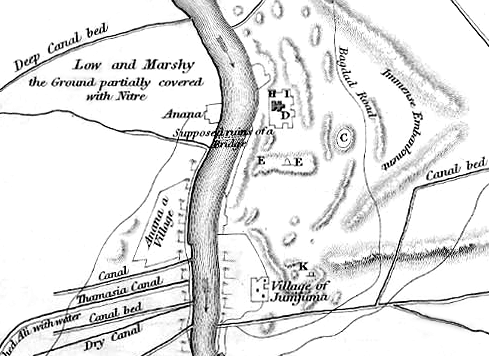
Plan du site de Babylone en 1829. Les fouilleurs d'Hormuzd Rassam trouvèrent le cylindre de Cyrus dans le monticule Tell Amran-ibn-Ali (marqué de la lettre "E" au centre de la carte), sous lequel se trouvaient les ruines du temple d'Esagil.

Il découvre rapidement plusieurs bâtiments importants, parmi lesquels le temple d'Esagil. Il s'agissait d'un grand temple dédié au dieu créateur babylonien Marduk, dont l'identité fut confirmée en 1900 lors des fouilles de l'archéologue allemand Robert Koldewey. Les fouilleurs trouvent d'abord un grand nombre de documents d'affaires écrits sur des tablettes d'argiles, puis, enterré dans les fondations du temple, le cylindre de Cyrus.
Rassam a donné des versions contradictoires de l'endroit où les découvertes ont été faites. Il écrit dans ses mémoires, Assur et la terre de Nimrod, que le cylindre avait été trouvé dans un monticule à l'extrémité sud de Babylone, près du village de Jumjuma ou Jimjima,. Cependant, dans une lettre envoyée le 20 novembre 1879 à Samuel Birch, conservateur des Antiquités orientales au British Museum, il écrit : « le cylindre a été trouvé à Omran [Tell Amran-ibn-Ali] avec environ six cents pièces de terre cuite gravées avant mon départ de Bagdad ». Il quitta Bagdad le 2 avril, et parti de Mossoul le 2 mai pour un voyage en direction de Londres qui dura jusqu'au 19 juin.
La découverte est annoncée au public par Henry Rawlinson, président de la Royal Asiatic Society, lors d'une réunion de la société savante le 17 novembre 1879. Il décrit le cylindre de Cyrus comme « l'un des documents historiques en écriture cunéiforme les plus intéressants qui aient été mis au jour jusqu'à présent », tout en affirmant à tort qu'il venait de la ville antique de Borsippa plutôt que de Babylone. Les Notes de Rawlinson sur la découverte récente du cylindre d'argile de Cyrus le Grand furent publiées dans le journal de la société savante l'année suivante, et comprenaient la première traduction partielle du texte.

### Prêt du cylindre aux autorités iraniennes
Le British Museum avait prévu de prêter ce trésor archéologique à l'Iran en 2010, mais le refroidissement des relations entre l'Iran et la Grande-Bretagne, à la suite de la réélection contestée du président iranien Mahmoud Ahmadinejad, a poussé l'Iran, par la voie d'une annonce faite le 7 février 2010, à rompre toute relation avec le prestigieux musée britannique, annulant ainsi le prêt du cylindre. Finalement, il est prêté à l'Iran le 10 septembre 2010 pour une durée de quatre mois, afin d'être exposé au public après quarante ans d'absence du pays. Le succès de ce prêt sera tel que les autorités iraniennes, en accord avec le British Museum, prolongeront l'exposition du cylindre jusqu'en avril 2011.

## Description
Le cylindre de Cyrus est un cylindre d'argile en forme de tonneau mesurant 22,5 par 10 centimètres à son diamètre maximal. Il a été créé en plusieurs étapes autour d'un noyau d'argile en forme de cône, dans lequel sont incluses de grandes pierres grises. Des couches supplémentaires d'argile lui ont donné une forme cylindrique, avant d'être recouvertes d'une fine surface d'argile, couche externe lisse sur laquelle le texte est inscrit. Le cylindre a été exhumé en plusieurs fragments, s'étant apparemment brisés dans l'Antiquité. Il existe aujourd'hui deux fragments, appelés « A » et « B », qui furent réunis en 1972.
Le corps principal du cylindre, découvert par Rassam en 1879, est le fragment A. Restauré en 1961, il a été recuit et rempli de plâtre.
Le fragment B, plus petit, mesure 8,6 par 5,6 centimètres. Il a été acquis d'un antiquaire par J.B. Nies de l'université Yale. Nies publia le texte en 1920. Le fragment semble s'être rompu du cylindre lors des fouilles de 1879, puis fut soit retiré des fouilles, soit récupéré dans les déchets du chantier de Rassam. Son lien avec le cylindre ne fut confirmé que lors de son identification définitive par Paul-Richard Berger de l'université de Münster en 1970. L'université Yale prêta le fragment au British Museum temporairement (mais, dans la pratique, indéfiniment) en échange d'une « tablette cunéiforme convenable » de la collection du British Museum.

## Contenu du texte du cylindre

### Présentation générale
Ce texte est avant tout un acte de propagande royale, montrant la façon avec laquelle le nouveau maître de Babylone s'attache ses nouveaux sujets, en mettant en avant sa valeur, en s'inscrivant dans la tradition babylonienne, montrant qu'il ne cherche pas à la bousculer, et en s'appuyant sur les groupes de personnes hostiles à Nabonide, issues de l'élite religieuse babylonienne, dont Cyrus cherche à gagner les faveurs afin de stabiliser sa conquête.
La proclamation des décisions justes prise par Cyrus II n'est qu'une partie du texte. Le début retrace les événements ayant amené à la prise de Babylone par Cyrus : il y est décrit comment Nabonide était un mauvais roi qui a attiré sur lui la colère du grand dieu national Marduk, qui a alors cherché un nouvel élu pour sa ville et choisi Cyrus. Il a permis à ce dernier de remporter une grande victoire contre les Mèdes, et, devant l'attitude juste de celui-ci, il l'a chargé de prendre Babylone pour devenir le « roi du Monde ». Le texte décrit comment cet avènement fut reçu avec une grande satisfaction par les Babyloniens, contents d'être débarrassés de Nabonide. Cette partie du texte est très proche dans l'esprit de la Chronique de Nabonide, relatant les mêmes événements avec la même partialité. Elle retranscrit l'état de pensée des anciens opposants de Nabonide, dont devaient faire partie les puissants membres du clergé de Marduk à Babylone que celui-ci avait beaucoup lésé.
Viennent ensuite les mesures prises par Cyrus pour les Babyloniens : il règne pacifiquement, délivre certaines personnes de corvées injustes, octroie aux gens des pays déportés le droit de retour dans leur pays d'origine, laisse les statues de divinités autrefois emmenées à Babylone revenir dans leurs sanctuaires d'origine et, pour conclure, proclame la liberté totale de culte dans son empire.
La fin du texte, lacunaire, commémore la reconstruction de Dur-Imgur-Enlil, une muraille de Babylone.

### Extrait de l'inscription

Extrait du texte du cylindre.

« Je suis Cyrus, roi du monde, grand roi, puissant roi, roi de Babylone, roi de Sumer et d'Akkad, roi des quatre quarts, le fils de Cambyse, grand roi, roi d'Anšan, petit-fils de Cyrus, grand roi, roi d'Anšan, descendant de Teispès, grand roi, roi d'Anšan, d'une lignée royale éternelle, dont Bēl et Nabû aiment la royauté, dont ils désirent le gouvernement pour le plaisir de leur cœur. Quand je suis entré à Babylone d'une manière pacifique, j'établis ma demeure seigneuriale dans le palais royal au sein des réjouissances et du bonheur. Marduk, le grand seigneur, fixa comme son destin pour moi un cœur magnanime d'un être aimant Babylone, et je m'emploie à sa dévotion au quotidien. Ma vaste armée marcha sur Babylone en paix ; je ne permis à personne d'effrayer les peuples de Sumer et d'Akkad. J'ai recherché le bien-être de la ville de Babylone et de tous ses centres sacrés. Pour ce qui est des citoyens de Babylone, auxquels Nabonide avait imposé une corvée n'étant pas le souhait des dieux et ne [...] convenant guère [aux citoyens], je soulageai leur lassitude et les libérai de leur service. Marduk, le grand seigneur, se réjouit de mes bonnes actions. Il donna sa gracieuse bénédiction à moi, Cyrus, le roi qui le vénère, et à Cambyse, le fils qui est ma progéniture, et à toute mon armée, et en paix, devant lui, nous nous déplaçâmes en amitié. Par sa parole exaltée, tous les rois qui siègent sur des trônes à travers le monde, de la mer Supérieure à la mer Inférieure, qui vivent en des districts fort éloignés, les rois de l'Ouest, qui résident en des tentes, tous, apportèrent leur lourd tribut devant moi et à Babylone embrassèrent mes pieds. De Babylone à Assur et de Suse, Akkad, Eshnunna, Zamban, Me-Turnu, Der, d'aussi loin que la région de Gutium, les centres sacrés de l'autre côté du Tigre, dont les sanctuaires avaient été abandonnés pendant longtemps, je retournai les images des dieux, qui avaient résidé [à Babylone], à leur place et je les laissai résider en leurs demeures éternelles. Je rassemblai tous leurs habitants et leur redonnai leurs résidences. En plus, sur commande de Marduk, le grand seigneur, j'installai en leurs habitats, en d'agréables demeures, les dieux de Sumer et Akkad, que Nabonide, provoquant la colère du seigneur des dieux, avait apportés à Babylone. Puissent tous les dieux que j'installai dans leurs centres sacrés demander quotidiennement à Bel et Nabû que mes jours soient longs, et puissent-ils intercéder pour mon bien-être. [...] Le peuple de Babylone bénit mon règne, et j'établis toutes les terres en de pacifiques demeures. »

## Interprétations politiques et religieuses modernes

### Un témoignage du retour de l'Exil babylonien?
Ce texte a été vu par les érudits bibliques comme preuve que Cyrus prévoyait un « retour à Sion » pour le peuple juif, après leur captivité à Babylone (un acte que le Livre d'Esdras attribue à Cyrus), comme le texte fait référence à la restauration de lieux de culte et au rapatriement de peuples déportés. Cette interprétation a été contestée, dans la mesure où le texte n'identifie que des sanctuaires mésopotamiens, sans faire aucune mention des Juifs, de Jérusalem ni de Judée. Cela reflète en tout cas le fait que l'autorisation de reconstruire un temple et d'y reprendre un culte interrompu précédemment à la suite de conquêtes est un phénomène courant dans le Proche-Orient ancien, et enlève donc tout caractère exceptionnel à la reconstruction du temple de Jérusalem.

### Une charte des droits de l'homme?
Il a été également été attribué au cylindre, notamment par le shah Mohammad Reza Pahlavi, d'être la « première charte des droits de l'homme », bien que le British Museum et les spécialistes de l'histoire du Proche-Orient ancien rejettent ce point de vue comme anachronique et un malentendu sur la nature du cylindre, qui est une inscription royale ancrée dans la tradition babylonienne,,,.

### Un symbole politique en Iran et ailleurs
Le cylindre a été adopté comme symbole par le gouvernement du Shah d'Iran d'avant 1979, qui l'a exposé à Téhéran en 1971 pour célébrer le 2 500e anniversaire de la monarchie iranienne. La même année l'ONU l'a traduit dans toutes ses langues officielles et en a fait un précurseur de la déclaration des droits de l'homme. Son nouveau prêt à l'Iran en 2010 a été considéré comme un grand événement commémoré dans la république islamique d'Iran, dont le président d'alors, Mahmoud Ahmadinejad, en fait une source d'inspiration guidant le combat pour les opprimés. Trois ans plus tard, c'est cette fois-ci aux États-Unis que le cylindre est présenté et vanté comme un symbole de liberté.

### Ouvrages et publications
- (fr) Yves Bomati, Houchang Nahavandi, Les grandes figures de l'Iran, éd. Perrin, Paris, 2015  (ISBN 978-2-262-04732-0)
- (en) Béatrice André-Salvini, « The Palace », dans John E. Curtis, Nigel Tallis (dir.), Forgotten Empire: the World of Ancient Persia, Londres, 2005
- (en) Ali Ansari, Modern Iran : The Pahlavis and After, Harlow, Longman, 2007, 377 p. (ISBN 978-1-4058-4084-2 et 1-4058-4084-6, lire en ligne)
- (en) Bill T. Arnold et Piotr Michalowski, « Achaemenid Period Historical Texts Concerning Mesopotamia », dans Mark W. Chavelas, The Ancient Near East: Historical Sources in Translation, Londres, Blackwell, 2006 (ISBN 0-631-23581-7)
- (en) Bob Becking, « "We All Returned as One!": Critical Notes on the Myth of the Mass Return », dans Oded Lipschitz et Manfred Oeming, Judah and the Judeans in the Persian period, Winona Lake, IN, Eisenbrauns, 2006 (ISBN 978-1-57506-104-7)
- Pierre Briant, Histoire de l'Empire perse, de Cyrus à Alexandre, Paris, Fayard, 1996, 1247 p. (ISBN 2-213-59667-0)
- (en) Elton L. Daniel, The History of Iran, Westport, CT, Greenwood Publishing Group, 2000, 299 p. (ISBN 0-313-30731-8, lire en ligne)
- (en) Finkel, I.L. et Seymour, M.J., Babylon, Oxford, Oxford University Press, 2009 (ISBN 978-0-19-538540-3)
- Joseph P. Free et Howard Frederic Vos, Archaeology and Bible history, Grand Rapids, MI, Zondervan, 1992 (ISBN 978-0310479611)
- Lisbeth S. Fried, The priest and the great king: temple-palace relations in the Persian Empire, Winona Lake, IN, Eisenbrauns, 2004 (ISBN 978-1575060903)
- (en) Hermann Volrath Hilprecht, Explorations in Bible lands during the 19th century, Philadelphie, A.J. Molman and Company, 1903
- (en) David Janzen, Witch-hunts, purity and social boundaries : the expulsion of the foreign women in Ezra 9–10, Londres, Sheffield Academic Press, 2002, 179 p. (ISBN 978-1-84127-292-4, lire en ligne)
- (en) Koldewey, Robert et Griffith Johns, Agnes Sophia, The excavations at Babylon, Londres, MacMillan & co., 1914
- Amélie Kuhrt, « The Cyrus Cylinder and Achaemenid imperial policy », Journal for the Study of the Old Testament (en), Sheffield, université de Sheffield. Dept. of Biblical Studies, vol. 25,‎ 1983 (ISSN 1476-6728)
- (en) Amélie Kuhrt, The Persian Empire : A Corpus of Sources of the Achaemenid Period, Londres, Routledge, 2007, 465 p. (ISBN 978-0-415-43628-1 et 0-415-43628-1)
- Pierre Lecoq, Les Inscriptions de la Perse achéménide, Paris, Gallimard, 1997, 327 p. (ISBN 2-07-073090-5), p. 181-185 (traduction récente du texte en français)
- J.B. Nies et C. Keiser, Historical, Religious and Economic Texts and Antiquities, New Haven, Yale University Press, 1920
- (en) Hormuzd Rassam, Asshur and the land of Nimrod, Londres, Curts & Jennings, 1897
- H. C. Rawlinson, « Notes on a newly-discovered clay Cylinder of Cyrus the Great », Journal of the Royal Asiatic Society of Great Britain and Ireland, vol. 12,‎ 1880
- (en) Howard Frederic Vos, « Archaeology of Mesopotamia », dans Geoffrey W. Bromiley, The International Standard Bible Encyclopedia, Grand Rapids, Mich., Wm. B. Eerdmans Publishing, 1995 (ISBN 0-8028-3781-6)
- C.B.F. Walker, « A recently identified fragment of the Cyrus Cylinder », Iran: journal of the British Institute of Persian Studies, no 10,‎ 1972 (ISSN 0578-6967)

### Articles de presse
- « Royal Asiatic Society », The Times,‎ 18 novembre 1879
- « A Monument of Cyrus the Great », The Oriental Journal, Londres,‎ janvier 1880

### Autres sources
- (en) Cet article est partiellement ou en totalité issu de l’article de Wikipédia en anglais intitulé « Cyrus Cylinder » (voir la liste des auteurs).
- M.A. Dandamaev, « The Cyrus Cylinder », Encyclopædia Iranica, 26 janvier 2010 (consulté le 13 septembre 2010)
- « British Museum collection database web page, with full translation of the Cylinder's text » (consulté le 19 juin 2010)
- « British Museum Highlights web page » (consulté le 8 juin 2010)